# Gisela Januszewska
Gisela Januszewska (cunoscută și sub numele de familie Kuhn, Rosenfeld sau Roda; n. 22 ianuarie 1867, Drnovice⁠(d), Moravia de Sud, Cehia – d. 2 martie 1943, Lagărul de concentrare Theresienstadt, Ústí nad Labem, Cehia) a fost un medic austriac. După ce a studiat în Elveția, a lucrat o scurtă perioadă în Germania, iar apoi a devenit prima femeie-medic din orașul bosniac Banja Luka. I-au fost acordate distincții importante pentru serviciul ei în timpul Primului Război Mondial și activismul social manifestat în Austria. La începutul celui de-al Doilea Război Mondial, însă, a fost deportată într-un lagăr de concentrare nazist, unde a murit după câțiva ani.

## Copilărie și studii
Gisela Januszewska s-a născut la 22 ianuarie 1867 în satul Drnovice din Moravia, pe atunci parte a Austro-Ungariei, iar acum aflat în Republica Cehă. A fost unul dintre cei cinci copii ai lui Leopold Rosenfeld, un moșier din orașul slavon Grubišno Polje. Membrii familiei erau de origine evreiască și erau porecliți Roda (din sârbocroată – barză). Fratele mai mic al Giselei, Alexander, viitor scriitor de satiră, și-a luat acest nume oficial, la maturitate.
După ce a frecventat o școală privată din Brno, s-a căsătorit cu Joachim Kuhn, un bărbat cu mult mai în vârstă. Januszewska nu se simțea fericită în mariajul cu Kuhn, de aceea a depus cerere de divorț după doar câțiva ani. Ea s-a mutat în Elveția, unde a dat examenul matura și s-a înscris la Universitatea din Zürich. Sub numele Gisela Kuhn, ea a primit o diplomă în medicină la 12 aprilie 1898.

## Carieră
Januszewska a lucrat o perioadă ca obstetriciană voluntară la Spitalul de femei din Zürich, pentru a acumula experiență. În iunie 1898 s-a mutat la Remscheid, în Imperiul German, și s-a angajat la compania de asigurări de sănătate Allgemeine Ortskrankenkasse. În martie 1899, a devenit Amtsärztin (funcționar în domeniul sănătății publice) în orașul bosniac Banja Luka, devenind prima femeie-medic din istoria localității.
La Banja Luka, Januszewska a fost unul dintre puținii medici care au militat pentru asigurarea accesului adecvat la serviciile medicale a femeilor bosniace musulmane. S-a căsătorit în 1900 cu primul său șef, Ladislaus Januszewski, în vârstă de 20 de ani. Odată căsătorită, Januszewska a fost nevoită să renunțe la funcția de Amtsärztin și a devenit șef al unui ambulatoriu pentru femeile musulmane din Banja Luka. Executa intervenții chirurgicale minore și a devenit un medic cunoscut în oraș, tratând pacienții cu variolă, febră tifoidă, tifos și sifilis, dar mai ales osteomalacie, aceasta din urmă fiind o boală răspândită în rândul femeilor musulmane.
După ieșirea la pensie a lui Ladislaus Januszewski, cuplul s-a mutat la Graz. Gisela și-a început studiile de doctorat cu puțin timp înainte de izbucnirea Primului Război Mondial, fiind admisă la Universitatea din Graz. A devenit văduvă în 1916 și s-a oferit voluntară pentru a face parte din corpul medical militar.
Pentru meritele sale, Januszewska a fost decorată cu mai multe medalii, printre care Decorația Crucii Roșii Germane și Ordinul austriac „Meritul Civil”. După război, în 1919, și-a deschis propriul cabinet medical la Graz. Până în 1933, a lucrat în cadrul Asociației de Asigurări de Sănătate din Stiria și Carintia. Ca medic, ea trata gratuit persoanele defavorizate, pe unii din ei chiar sprijinindu-i financiar. A fost cel de-al doilea medic austriac din istorie decorat cu titlul Medizinalrat, oferit pentru contribuții deosebite în medicină.

## Ultimii ani
Către sfârșitul anului 1935, Januszewska își închisese cabinetul medical, dar fără a-și sista activitatea socială. În 1937, a fost decorată cu Crucea Cavalerului a Ordinului de Merit, cea mai înaltă distincție a Austriei.
În 1938, Austria a fost invadată și anexată de Germania nazistă. Januszewska s-a regăsit printre victimele politicii rasiale. Apartamentul său din Graz a fost confiscat în 1940 și ea a fost nevoită să se mute la Viena, de unde a fost deportată în lagărul de concentrare Theresienstadt. A murit acolo la 2 martie 1943, la vârsta de 76 de ani.